# Clifford Antone
Cliffon Antone (27. října 1949 – 23. května 2006) byl majitel hudebního klubu Antone's a hudební poradce bluesových umělců jako Stevie Ray Vaughan, Jimmie Vaughan či Gary Clark, Jr.

## Biografie
Narodil se v řecko-americké rodině, jeho rodiče se přistěhovali do Port Arthur ve východním Texasu. Roku 1968 se přestěhoval do Austinu, kde studoval na The University of Texas at Austin, ale byla u něj nalezena marihuana a musel školu opustit. Antone po vyloučení zůstal v Austinu a ovlivněn texaským blues otevřel svůj vlastní klub, který nazval Antone's. Roku 1987 založil nezávislou nahrávací společnost Antone's Records and Tapes, a později také obchod s bluesovou hudbou. Antone také přednášel na Texaské univerzitě historii blues. Po jeho smrti prohlásil austinský starosta, že Austin je centrem živé hudby díky Cliffonu Antonovi.